# Atylostoma javanum
Atylostoma javanum là một loài ruồi trong họ Tachinidae.